# Mehmet Yıldız (Fußballspieler)
Mehmet Yıldız (* 14. September 1981 in Yozgat) ist ein türkischer Fußballspieler.

## Karriere

### Verein
Yıldız begann seine Karriere bei Sivasspor. Dort spielte er bis 2003. In der Zwischenzeit war er Angreifer bei Çarsambaspor. Für eine halbe Saison spielte Mehmet Yıldız bei Antalyaspor, den Rest der Saison bei Türk Telekomspor. Nach den erfolglosen Jahren ging Mehmet Yıldız zurück zu Sivasspor. 2005/06 wechselte er auf Leihbasis zu İstanbulspor. Seit seiner Rückkehr aus Istanbul gehörte er zu den Stammkräften von Sivasspor. Er fällt mit seiner körperlichen Stärke, aggressiven Spielweise und seinen harten Schüssen auf.
Zur Saison 2011/12 wechselte er innerhalb der Süper Lig zu Eskişehirspor. Ausschlaggebend für diesen Transfer war die Tatsache, dass Eskişehirspor zu dieser Zeit von Yıldız’ altem Trainer Bülent Uygun trainiert wurde. Uygun wurde allerdings vor Saisonbeginn entlassen. So spielte Yıldız bis zur Winterpause bei Eskişehirspor und wechselte dann zum Ligakonkurrenten Kardemir Karabükspor.
Nach einem Jahr für Karabükspor wechselte er zur Winterpause 2012/13 zum Ligakonkurrenten Mersin İdman Yurdu. Mit diesem Klub verfehlte er zum Saisonende den Klassenerhalt. Trotz des Abstiegs blieb Yıldız bei diesem Klub und schaffte mit diesem über den Playoff-Sieg den direkten Wiederaufstieg. Zu diesem Erfolg steuerte Yıldız zehn Tore in 30 Spielen bei.
Trotz des Aufstiegs verließ Yıldız Mersin İY zum Sommer 2014 und wechselte stattdessen zum Zweitligisten Ankaraspor. Mit diesem Verein, welcher sich unmittelbar nach der Verpflichtung Yıldız’ in Osmanlıspor FK umbenannte, erreichte er die Vizemeisterschaft der TFF 1. Lig und damit zum dritten Mal in seiner Karriere den Aufstieg in die Süper Lig. Nach diesem Erfolg verließ Yıldız zur neuen Saison den Verein wieder.

### Nationalmannschaft
Yıldız gab am 28. März 2007 im EM-Qualifikationsspiel gegen Norwegen sein Länderspiel-Debüt. Obwohl Yıldız in der Saison 2007/08 Dritter in der Torschützenliste der Liga war, wurde er nicht in das Aufgebot der türkischen Nationalmannschaft in der Euro 2008 berufen.

## Erfolge
Mit Sivasspor
- Türkischer Vizemeister: 2008/09
- Tabellenvierter der Süper Lig: 2007/08
- Meister der TFF 1. Lig und Aufstieg in die Süper Lig: 2004/05

Mit Mersin İdman Yurdu
- Playoff-Sieger der TFF 1. Lig und Aufstieg in die Süper Lig: 2013/14

Mit Osmanlıspor FK
- Vizemeister der TFF 1. Lig und Aufstieg in die Süper Lig: 2014/15